# Melitaea parthenoides
Melitaea parthenoides là một loài bướm ngày thuộc họ Nymphalidae. Nó được tìm thấy ở tây nam Europe, chi tiết hơn là trên bán đảo Iberia, tây nam Pháp, một số khu vực của Alps Ý và nam và tây nam Đức và vài vùng ở Thụy Sĩ.

## Miêu tả

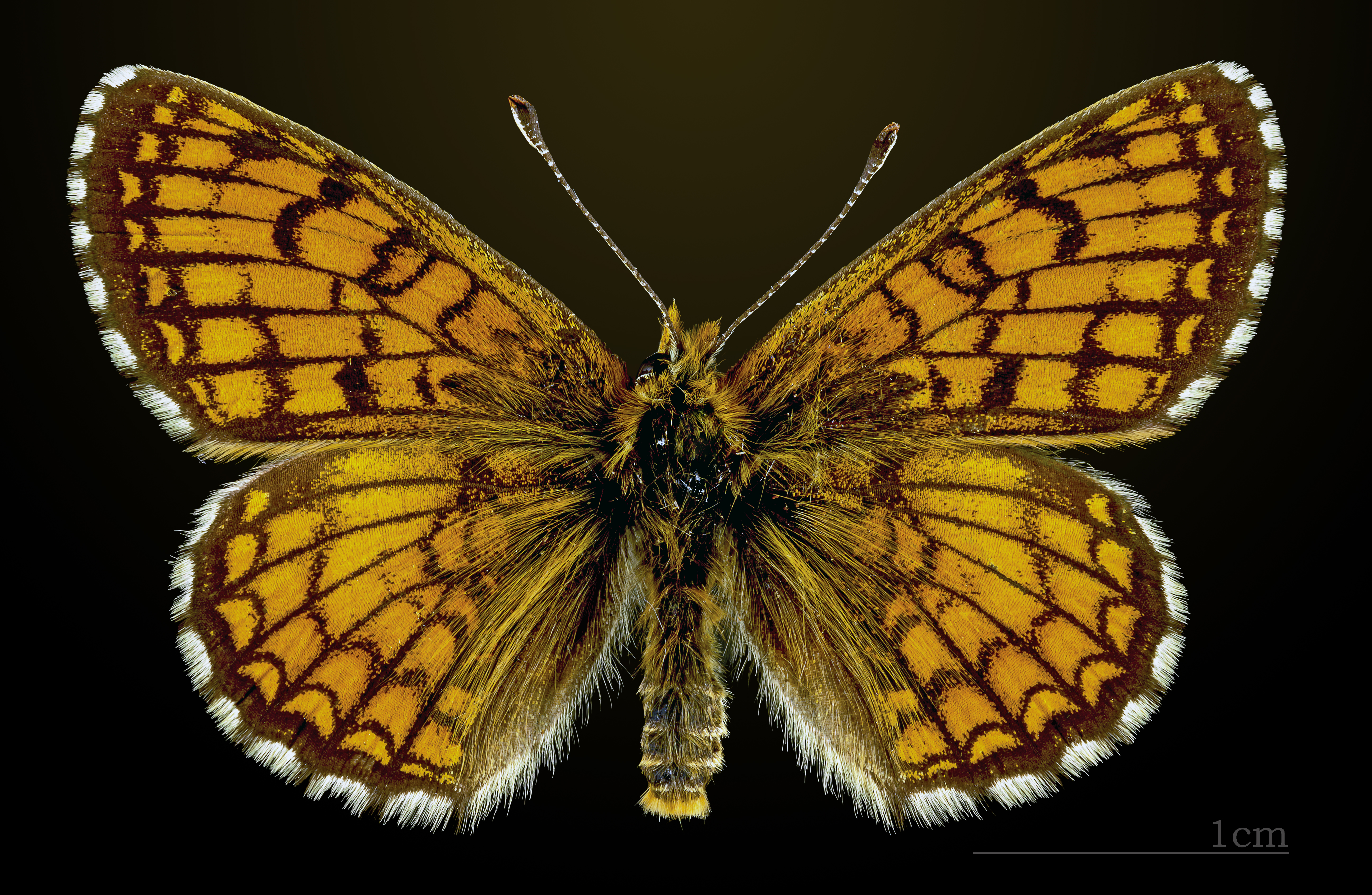
♂
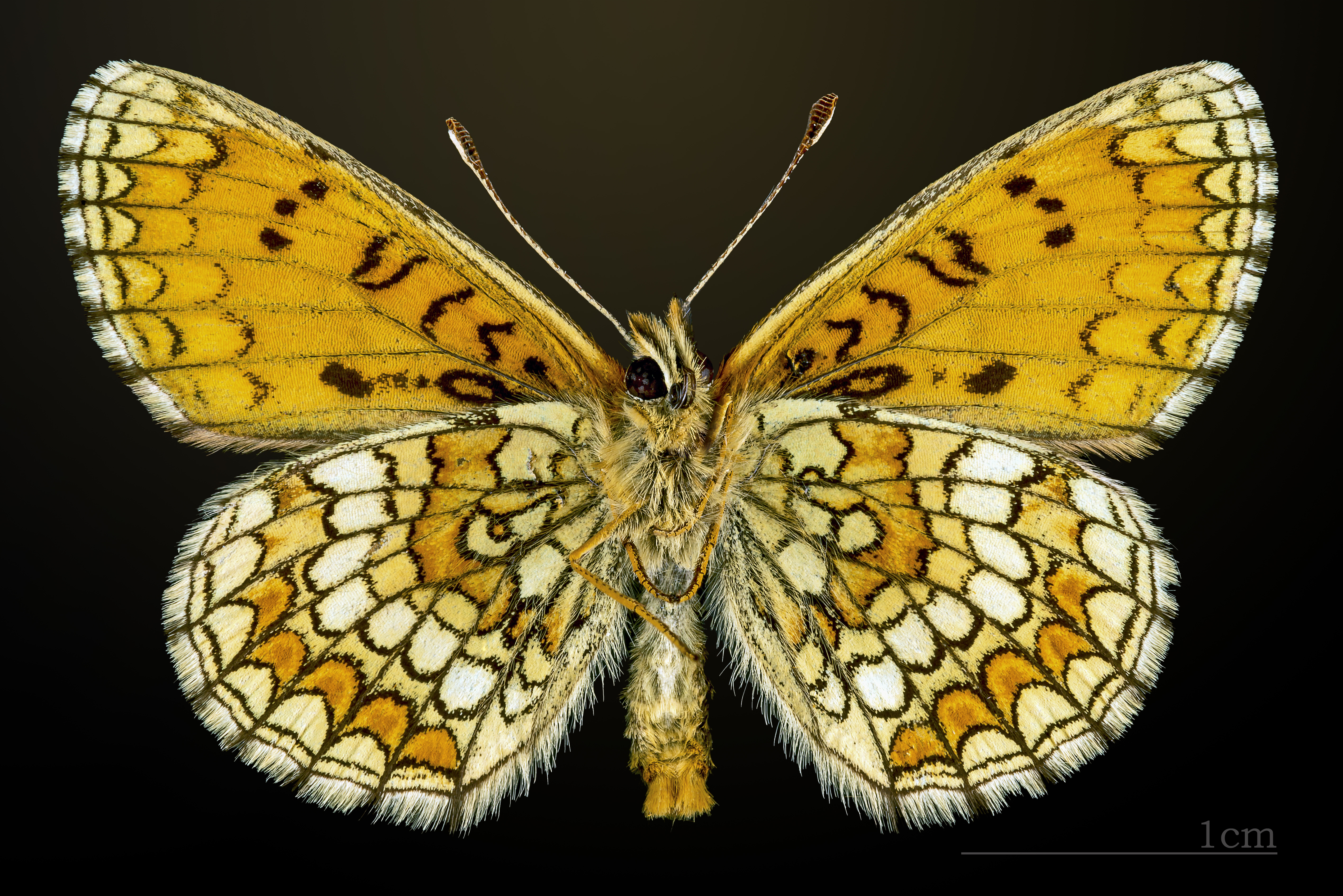
△ ♂
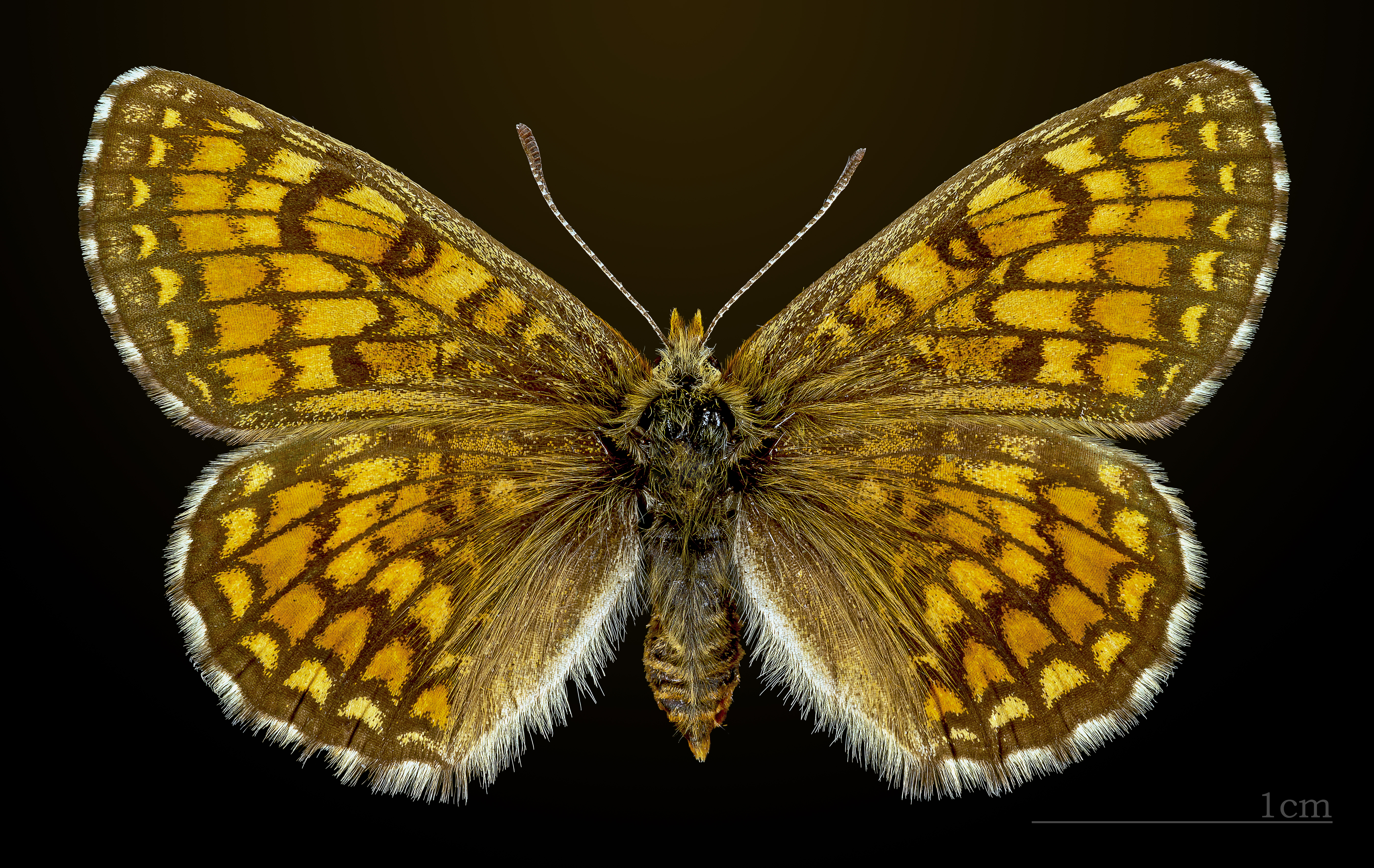
♀
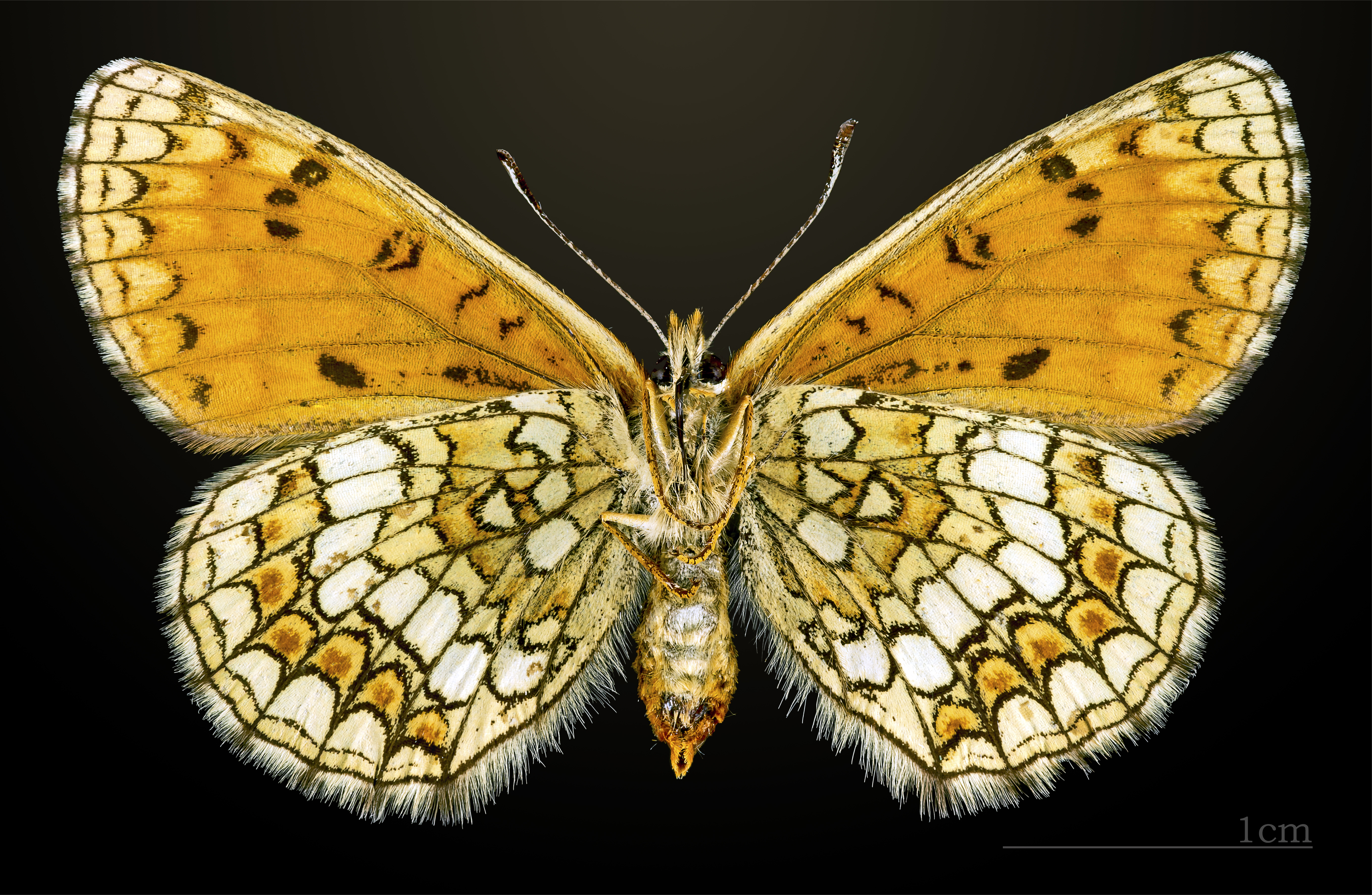
♀ △

Sải cánh dài 28–34 mm. Trong khí hậu khô và thuận lợi, Cá thể trưởng thành mọc cánh làm hai đợt, từ tháng 5 đến tháng 6 và từ tháng 8 đến tháng 9. Ở các khu vực cao, there is one generation từ tháng 6 đến tháng 7.

## Sinh học
Ấu trùng ăn Plantago species, nhưng chủ yếu Plantago lanceolata.

## Hình ảnh

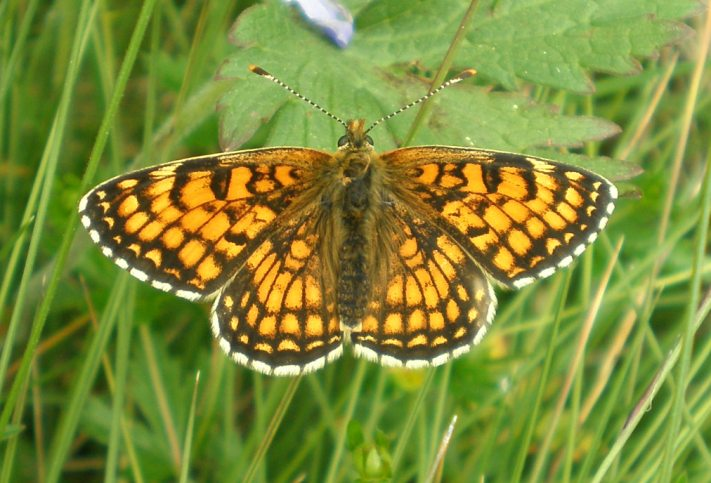
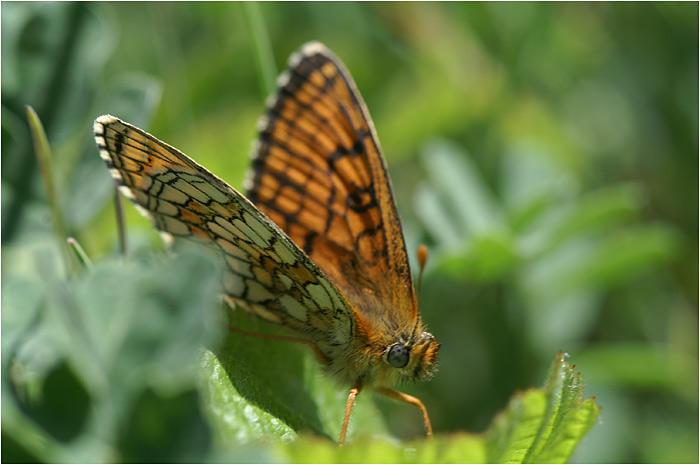